# 全島詩人聯吟大會
全島詩人聯吟大會，主要指1924年至1937年所舉行的全台灣詩人詩社聯吟大會，每一年的名稱多有不同，又稱作「全島詩社（聯吟）大會」、「全島漢詩人大會」、「全臺詩界大會」、「全島擊缽吟會」。全島詩人大會至1924年才成為正式且規律的活動，1937年因皇民化運動積極推行而中止。

## 背景
台灣詩社之始，最早有諸羅縣令季麒光邀集沈光文等明末遺老創立東吟社，後來又有唐景崧邀集台南與台北文人組織的斐亭吟會、牡丹詩社等。詩社的活動，當時並不普及，也不是常設性的文學社團，其性質多為文人應答酬唱、創作書寫的聚會。這樣的詩會組織，也可以說是新統治者為了快速安定地方秩序，而拉攏在地文士的活動。甲午戰爭之後，台灣割讓予日本，詩社聚會吟詠之風雖然一時中止，但1895年日人治台後，1896年就有民政局長水野遵與土居香國、陳洛、李秉鈞、黃茂清等臺北文人聚會吟唱，其後，治台初期日人及台人官紳薈萃，開展了一連串的詩會雅集。尤其1921年總督田健治郎召開全臺詩社擊缽聯吟大會，促使各地詩人、詩社漸增，更促成 1924年全台詩人大會的正式成立。

## 發展
全島詩人大會嚴格來說，係指1924年起至1937年止，在台灣所舉行的詩人聚會，共舉行14次。1924年2月10日，「中嘉南聯合吟會」舉辦時，會中達成結合全島詩社為一組織的共識。同年4月13日，瀛社例會於陋園召開，亦提出「聯絡文人聲氣」之旨，與中南部詩人之共識相呼應。是以出現邀集全島詩人集會之舉，並依黃欣建議，起草「全島詩社聯合吟會」會則。因此，全島詩人大會在名義上屬於「全島詩社聯合吟會」所召開，成為一規律且制度化之組織。1927年，「大會」復由臺北輪值，會中決議改由五州（臺北、新竹、臺中、臺南、高雄）之主要詩社輪值承辦，至少一年一次，並固定於春季召開，邀約全臺各地詩社推派代表參加。「大會」遂成為臺灣詩社間組織聯合的最高殿堂，全島詩人因此得有固定交流的機會。1937年，日本政府全面廢止漢文欄；7月7日，日華戰爭爆發，島內局勢益趨緊繃，至此，全島詩人大會於是中止。:330-331

## 活動方式

### 參與社團
每年舉辦的大會具有一定代表性意義，其參與皆為各地的重要詩社，如南部台南的南社、桐侶吟社、酉山吟社，嘉義的嘉社，中部的大冶吟社、櫟社、怡社，新竹的竹社，北部的桃社、瀛社、星社、天籟吟社、萃英吟社等。:333

### 詩會進行方式

#### 會前準備
每年由五州的詩社輪流主辦，各詩社設一名幹事，制定會則，共同商議該次詩會的日期、地點、會費及相關活動。日期決定之後，接著由主辦詩社召集社員，分為「庶務」、「文書」、「會計」、「設備」、「受付」、「接待」等各組進行籌備工作，並向全台各詩社寄發通知書，進行出席人數的調查。:335

#### 擊缽活動
詩人大會多是為期兩日的活動，第一日為擊缽聯吟會，第二日為詩人懇親會。通常第一日詩題為兩題，絕句一題、律詩一題，第二日亦是。擊缽詩題多與當地地景相關，例如1925年詩會在台南固園舉行，該次詩題為「固園聽鶯」；1934年詩會在嘉義阿里山舉行，該次詩題為「阿里山曉望」。:336

#### 活動場所
多在私人庭園居所或酒樓餐廳，如台南黃欣固園、台中吳子瑜怡園及東山別墅，台北蓬萊閣、江山樓，或新竹公會堂、台中公會堂、台南公會堂、屏東公會堂、赤崁樓、武廟、高雄愛國婦人會館、臺北大龍峒孔子廟等場所。

#### 活動流程
活動現場推舉與會詞人中資望較高者二名為詞宗，分列為左、右詞宗。再由詞宗選定詩題、詩體和用韻，接著在限定時間內，由參與詩人分頭寫作，時間到則交卷，再由大會工作人員進行謄抄，避免詞宗以字跡認人，造成舞弊。再分別由左、右詞宗進行評選，最後統一唱名發表名次。入選者可當場領獎品，入選作品會後多刊於報章雜誌（如《台灣日日新報》、《台南新報》）。

#### 出席人數
根據1931年女詩人吳燕生在〈祝櫟社二十年紀念會〉所云，近年詩人大會參加的詩社社數有55，人數不下千名。:336

## 影響
由於全島詩人大會分由五州的詩社輪流辦理，也促成以地域觀念去劃分詩社的想法形成。另外，在1895年臺灣改隸以及1906年科舉廢除之後，台灣舊文人失去知識發揮的舞台，詩人大會舉行的擊缽競賽，成績以元、眼、花、臚等名次公布，也讓這些舊文人重新獲得如同科舉揭榜的刺激與榮耀，是以增進了全台詩社的發展。:189-190,194
詩人大會活動的出現，也帶動徵詩活動和各種大小詩活動頻繁舉行，日常生活的婚喪喜慶等瑣事，都以吟唱或徵詩的方式進行，舊詩與日常生活融合，台灣社會充滿濃厚的藝文風氣，文學進入家居生活，出現了社會文學化的現象。:223
參加詩會的詩人，除了仕紳文人、官員學子外，社會各階層形形色色的人物，也都加入詩社，全島詩人數量激增，相關媒體刊物，也多出現擊缽吟、課題、詩鐘、漢詩，造成社會沉浸於文學的氛圍之中，產生文學社會化、大眾化的現象。:224-225
日治時期詩人大會活動，反映了殖民地的進步現代性，因應五大州輪辦，以在地題材入詩，深具地方特色，並結合出版、鐵道、旅遊等行銷風潮。藉漢詩作為媒介，日本詩社社員與台灣詩人的以詩會友，日臺官紳以古典詩作為文化資本、凝聚文化意識，促進關係良善。另社會環境漸趨安定，詩社激增且參與者背景多元，舊詩吟風蔓延全島，擊缽詩風增以贈送獎品、娛樂戲劇、酒宴優妓的方式進行擊缽競技詩，娛樂性質濃厚，成為貼近大眾文學形式、庶民親切日常活動；漢詩跳脫嚴肅的漢學守護，另方面也引起思考文學價值、藝術性式微的反省。:348-349